# Dylan Ducommun
Dylan Ducommun-dit-Verron (* 30. Januar 2004) ist ein schweizerisch-senegalesischer Basketballspieler.

## Werdegang
Ducommun spielte als Jugendlicher bei Vereinen in Genf und wurde an der örtlichen Genève Basketball Académie gefördert, ehe er 2019 nach Spanien ging. Er setzte seine Basketballausbildung im Nachwuchsbereich von Joventut de Badalona fort, brachte anschliessend ein Spieljahr an der auf Gran Canaria ansässigen Canterbury Basketball Academy zu und spielte dann für die Jugend von Bàsquet Manresa.
Für den spanischen Drittligisten CB Benicarló bestritt Ducommun in der Saison 2022/23 17 Ligaeinsätze, in denen er im Durchschnitt 1,2 Punkte erzielte. Er kehrte im Sommer 2023 in sein Heimatland zurück und schloss sich Fribourg Olympic an. Dort war Ducommun Ergänzungsspieler. Im Sommer 2024 wechselte er zu Union Neuchâtel und wurde dort Leistungsträger.
Zur Saison 2025/26 wechselte er in die Vereinigten Staaten an die Northern Illinois University.

### Nationalmannschaft
Ducommun nahm mit der Schweiz 2023 und 2024 an zwei B-Europameisterschaften in der Altersklasse U20 teil und wurde hernach Herren-Nationalspieler.